# Polygonia interposita
Polygonia interposita (лат.) — дневная бабочка из семейства нимфалиды.

## Систематика
Таксон впервые описан в 1881 году по экземплярам бабочек, собранным в Джунгарском Алатау (территория нынешнего Казахстана). Первоначально Polygonia interposita рассматривался в качестве вариации Polygonia c-album var. interposita Staudinger, 1881. В 2003 году таксон был повышен в статусе до видового на основании исследования строения гениталий.

## Описание
Основной фон крыльев бабочки является охристо-рыжим. Задний край переднего крыла имеет характерную полукруглую вырезку. Центральная ячейка на задних крыльях является не замкнутой. Внешний край крыльев сильно изрезан, характеризуется заметными выступами на жилках M1 и Cu2 на передних крыльях и на жилках M3 и Cu2 — на задних. На нижней стороне крылья отличаются характерным рисунком из чередующихся бурых цветов, которые имитируют собой кору дерева. Половой диморфизм выражен слабо, отличия проявляются в несколько более крупных размерах самок.

## Ареал и места обитания
Ареал вида простирается от Гиссаро-Дарваза, Памиро-Алая и Тянь-Шаня до Алтая и Северо-Западного Китая, Гималаев. В Казахстане вид встречается в горных системах Тянь-Шаня, Джунгарского Алатау, Тарбагатая и Южного Алтая. Бабочки обитают на горных склонах и ущельях, в горах на высотах до 2500 м н ур.м.

## Биология
За год бабочки развиваются в двух поколениях. Время лёта длится с марта по октябрь. Бабочки характеризуются быстрым полётом. В покое обычно садятся на листьях кустарников либо деревьев, при этом обычно складывают крылья. Как и другие представители рода, бабочки Polygonia interposita распластав крылья, могут принимать «солнечные ванны».
Бабочки питаются нектаром различных видов травянистых и кустарниковых растений, также могут питаться бродящим соком деревьев и перезревшими плодами.
Зимует на стадии имаго. Кормовые растения гусениц неизвестны.